# Пещеры Кизилгаха
Пещеры Кизилгаха (кит. трад. 克孜爾尕哈石窟, упр. 克孜尔尕哈石窟, пиньинь Kèzīěrgǎhā shíkū) — буддийские храмы в пещерном комплексе: 112 искусственных пещерах, вырубленных в скалах, вблизи города Куча, Синьцзян, Китай. Росписи в пещерах относятся к V веку нашей эры.
Другими известными достопримечательностями поблизости являются грот Ах-ай, пещеры Кизил, пещеры Кумтура, храм Субаши и пещеры Симсим.

## Галерея

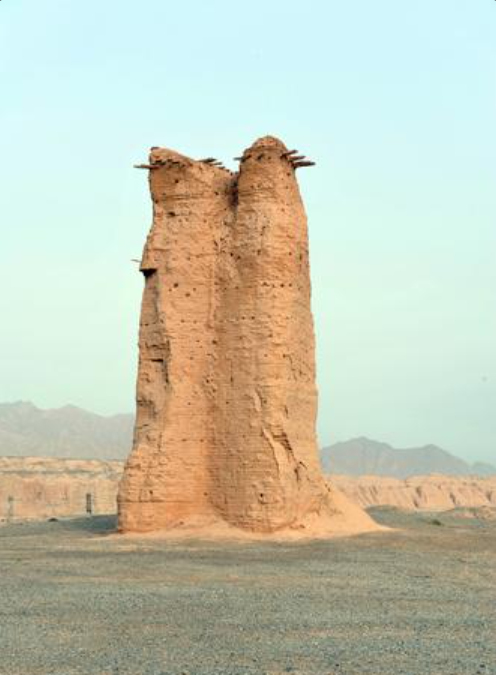
Сигнальная башня Кизилгаха
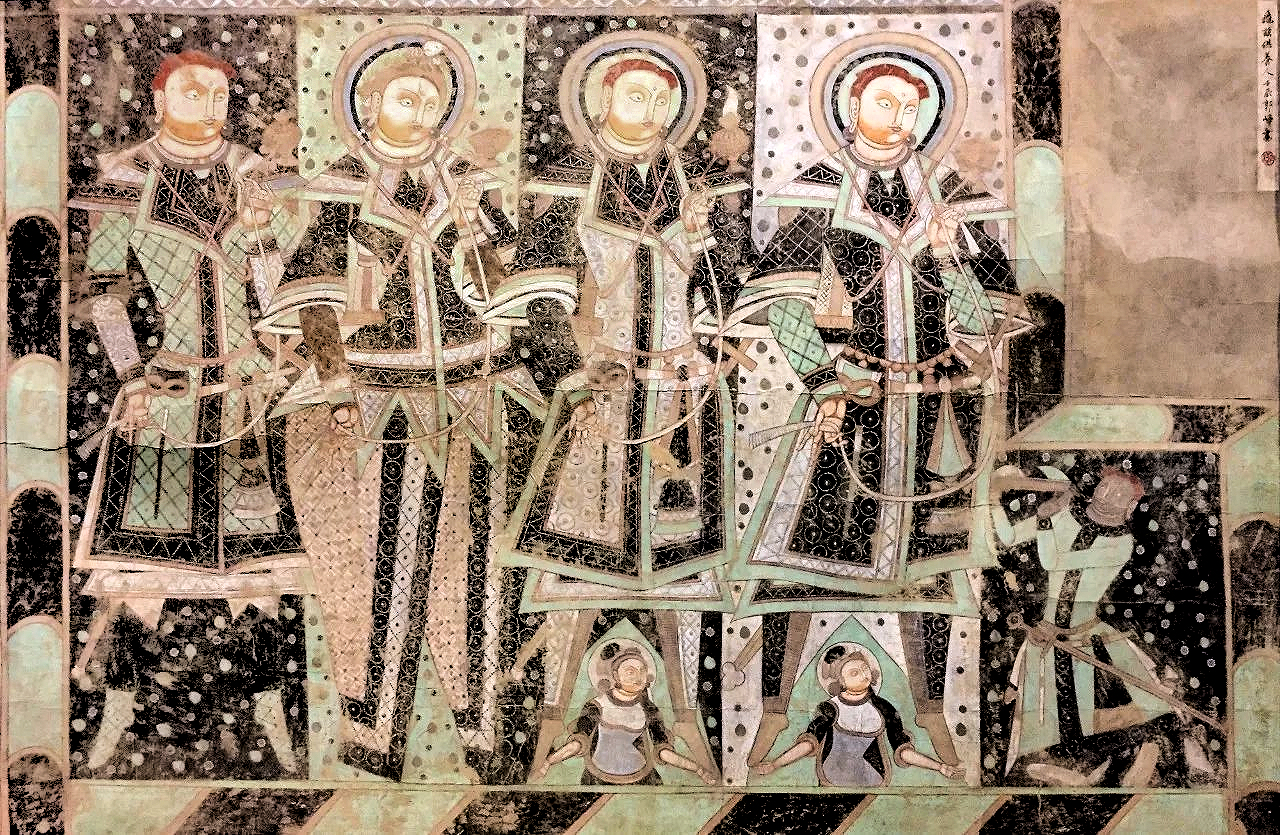
Жертвователи в тохарской одежде, пещера Кизилгаха 14, Куча
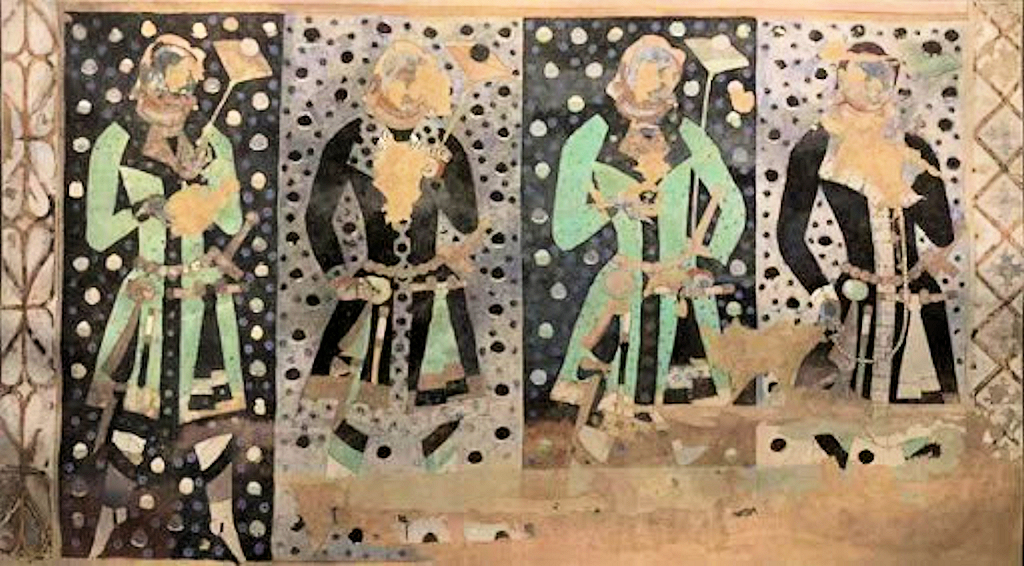
Жертвователи в тохарской одежде, Кизилгаха, пещера 30.